# Highlights from Jeff Wayne's musical version of The War of the Worlds
Highlights from Jeff Wayne's Musical Version of The War of the Worlds is een verzamelalbum van Jeff Wayne. Het album werd uitgegeven door Columbia Records in 1981.

## Over het album
Om Jeff Wayne's Musical Version of The War of the Worlds te verspreiden bij een groter publiek dat wel de muziek graag wilde horen maar niet alle bijbehorende dialoog maakte Columbia Records een ingekorte versie die slechts uit één lp bestond. Dit verzamelalbum focuste op de muzieknummers van het album.
Toen dit verzamelalbum in oktober 2000 opnieuw werd uitgebracht werden er twee bonusnummers aan toegevoegd: de remix van de single "The Eve of the War" uit 1989 en de remix van "Forever Autumn" uit 1996.

## Nummers

### Originele samenstelling
1. "The Eve of the War"
2. "Horsell Common and the Heat Ray"
3. "Forever Autumn" (Wayne, Vigrass, Osborne)
4. "The Fighting Machine"
5. "Thunderchild" (Wayne, Osborne)
6. "The Red Weed"
7. "The Spirit of Man" (Wayne, Osborne)
8. "Dead London"
9. "Brave New World" (Wayne, Osborne)

### Heruitgave
- The Eve of the War (single version, 1989 remix)
- Forever Autumn (1996 remix)

### Muzikanten
- Jeff Wayne – keyboards
- Richard Burton – gesproken tekst (de verteller)
- David Essex – gesproken en gezongen tekst (de soldaat)
- Phil Lynott – gesproken en gezongen tekst (Parson Nathaniel)
- Julie Covington – zang (Beth)
- Justin Hayward – zang (de gedachten van de verteller "Forever Autumn")
- Chris Thompson – zang ("Thunder Child")
- Jerry Wayne – gesproken tekst ("Epilogue, Part 2")
- Ken Freeman – keyboard
- Chris Spedding – gitaar
- Jo Partridge – gitaar (The Heat Ray)
- George Fenton – santoor, citer, tar
- Herbie Flowers – basgitaar
- Barry Morgan – trommel
- Barry da Souza, Roy Jones, Ray Cooper – slaginstrumenten
- Paul Vigrass, Gary Osborne, Billy Lawrie – Achtergrondkoor